# Freak Scene
Singles de Dinosaur Jr.
Little Fury Things Just Like Heaven
Freak Scene est une chanson du groupe de rock alternatif américain Dinosaur Jr.. Elle est composée par J Mascis et publiée en single le 12 septembre 1988 aux États-Unis par le label SST. La chanson est le titre d'ouverture de leur troisième album, Bug, publié le 31 octobre 1988. C'est également leur premier 45 tours édité au Royaume-Uni sur le label Blast First. La face B du single contient la chanson Keep The Glove, également écrite par J Mascis.
La chanson est souvent citée comme l'un des morceaux emblématiques de Dinosaur Jr., illustrant leur style caractéristique mêlant guitares distordues et mélodies accrocheuses.

## Enregistrement et production
Freak Scene est enregistrée aux Fort Apache Studios (en), à Cambridge, dans l'État du Massachusetts, par Paul Q Kolderie et Sean Slade, qui collaboreront par la suite avec des groupes emblématiques tels que Pixies, Hole et Radiohead. Sa structure musicale atypique, comprenant deux solos de guitare et un couplet qui pourrait être interprété comme un refrain, reflète l'approche novatrice du groupe.

## Réception et influence
Dès sa sortie, elle obtient un succès d'estime sur les radios étudiantes, aidée par le label SST qui domine à l'époque le paysage indépendant américain. Au Royaume-Uni, elle se classe à la 7e position du UK Indie Chart, où elle reste 12 semaines,,. La vidéo promotionnelle est tournée en banlieue de Manchester, chez John Robb du groupe The Membranes.
Cette chanson marque un tournant culturel, influençant des groupes britanniques tels que My Bloody Valentine et anticipant le son et l'esthétique grunge. Selon Lou Barlow, membre de Dinosaur Jr., son impact est perceptible dans le single Creep de Radiohead, enregistré par les mêmes ingénieurs du son.

## Classements et postérité
Avec les années, Freak Scene devient l'un des classiques de Dinosaur Jr.. Elle est saluée par plusieurs médias spécialisés :  
- Le magazine NME la classe à la 22e position des « 100 meilleures chansons des années 1980 », ainsi qu'à la 46e position des « 50 hymnes du rock indépendant »[6].
- Le Guardian classe la chanson dans le top 5 des « hymnes de la génération X »[7].
- Freak Scene figure dans le Pitchfork 500 (en).
- Le magazine Rolling Stone la classe à la 189e position des « 200 meilleures chansons des années 1980 »[8].

## Autres versions
Une version « censurée » (« Censored Version ») de Freak Scene figure sur la version anglaise de leur single Just Like Heaven, sorti chez Blast First en 1989. Dans cette version, « so fucked I can't believe it » devient « so whaked I can't believe it », tandis que « just don't let me fuck up will you » devient « just don't let me freak now will you ».
Une version live figure dans le documentaire 1991: The Year Punk Broke.
Une version remastérisée figure sur la réédition de l'album Bug, publiée en 2005 à l'initiative du label Merge Records.

### Dinosaur Jr.
- J Mascis - guitare électrique, chant
- Murph - batterie
- Lou Barlow - basse

### Liste des titres
45 tours, CD Single, Cassette single - SST , Blast First , Normal Records 
| No | Titre          | Auteur   | Durée |
| -- | -------------- | -------- | ----- |
| 1. | Freak Scene    | J Mascis | 3:35  |
| 2. | Keep The Glove | J Mascis | 2:47  |